# Diagonal-Süßlippe
Die Diagonal-Süßlippe (Plectorhinchus lineatus) ist eine Knochenfischart aus der Familie der Süßlippen, die im westlichen Pazifischen Ozean von den südjapanischen Ryūkyū- und Ogasawara-Inseln über Indonesien bis zum nordostaustralischen Great Barrier Reef und Neukaledonien vorkommt. 

## Merkmale
Die Art kann über 70 cm lang werden. Jungfische zeigen fünf schwarze Längsstreifen. Ausgewachsene Fische dagegen zahlreiche diagonale Streifen und Punktreihen. Der Bauch ist weiß und ungemustert. Die Oberlippe und die Flossen gelb, die unpaaren schwarz gepunktet. Die Brustflossenbasis ist rot.

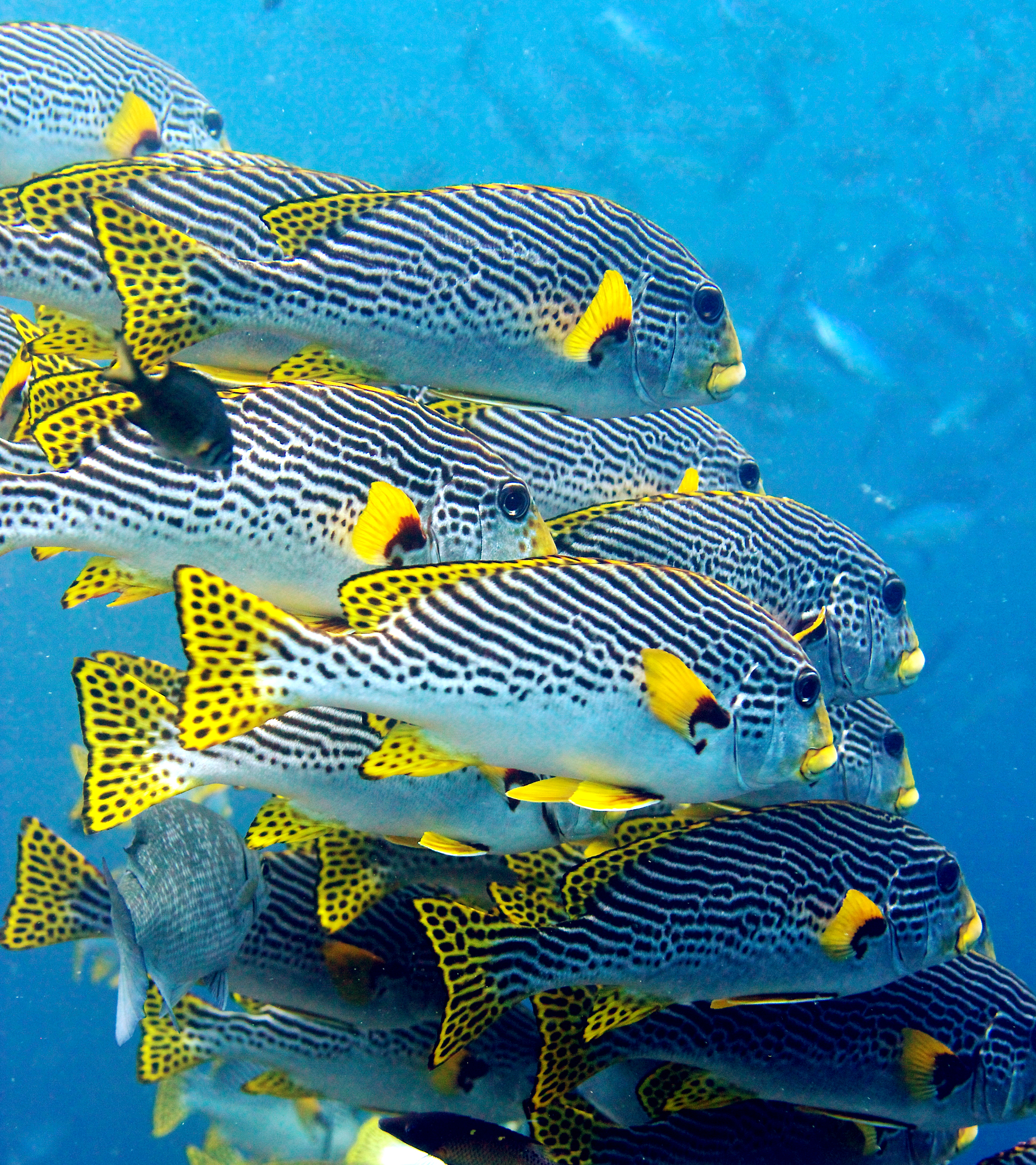
Diagonal-Süßlippen

- Flossenformel: Dorsale XII–XIII/19–20, Anale III/7.

## Lebensweise
Die Diagonal-Süßlippe kommt in Tiefen von 1 bis 35 Metern in Korallenriffen vor. Jungfische sind Einzelgänger, die in geschützten Riffen leben. Adulte Fische bilden kleine Gruppen oder Schwärme. Tagsüber halten sich Diagonal-Süßlippen mehr oder weniger versteckt unter vorspringenden Riffabschnitten auf und gehen in der Nacht auf Nahrungssuche in den Sandbereichen zwischen den einzelnen Riffteilen und in Seegraswiesen. Sie ernähren sich vor allem von bodenbewohnenden Wirbellosen, bevorzugt von verschiedenen Krebstieren. Bei Palau wurde beobachtet, dass die Art bei Neumond in Gruppen ablaicht.